# Ciel de Paris
Le Ciel de Paris ist ein Turmrestaurant mit Panoramablick im 56. Stockwerk des Wolkenkratzers Tour Montparnasse, im 15. Arrondissement von Paris gelegen. Es wurde 1973 eingeweiht und 2012 neu gestaltet. Mit einer Höhe
von rund 200 m ist es das höchstgelegene Restaurant in Frankreich. 

## Wirtschaft und Touristik

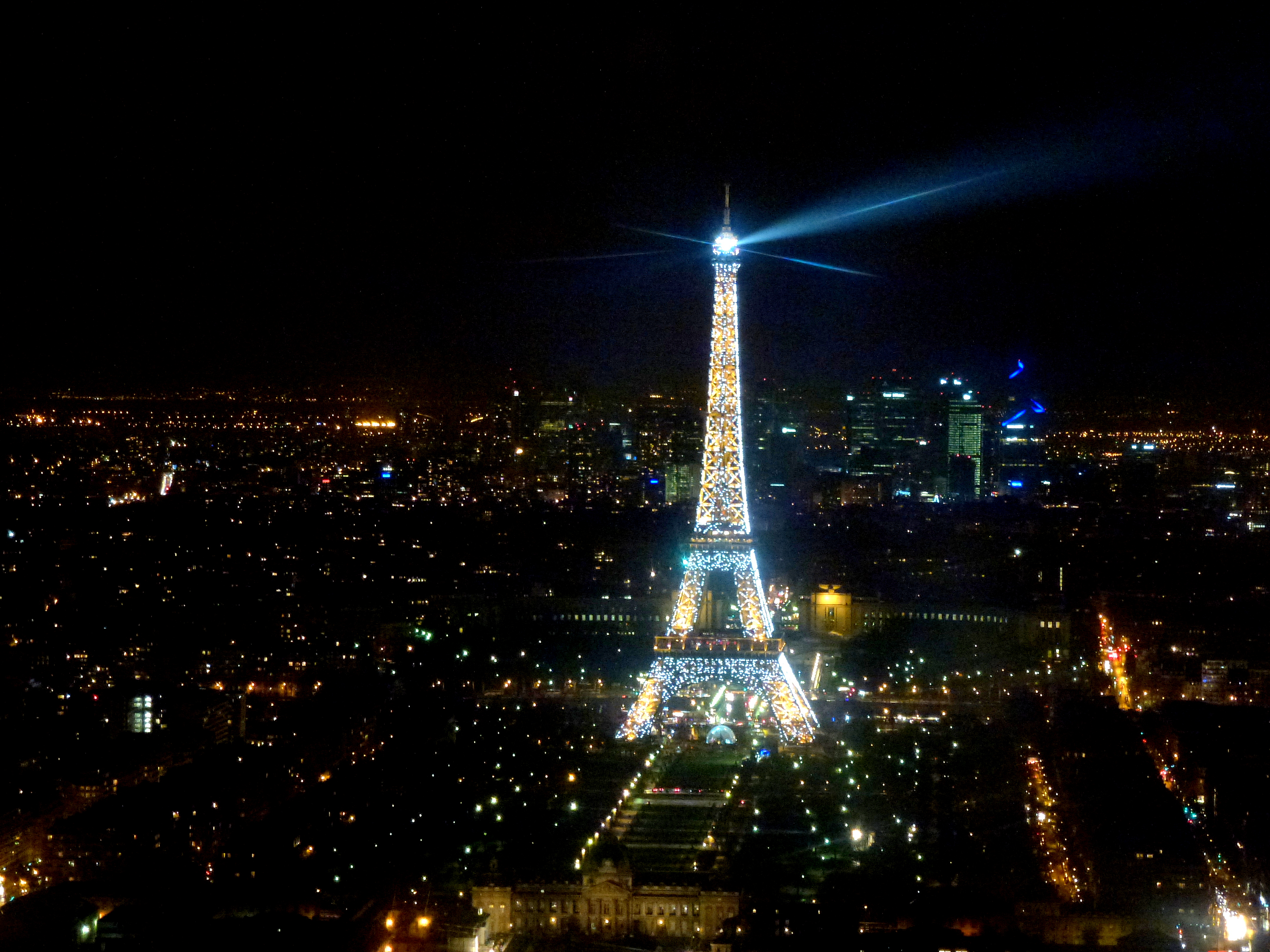
Blick vom Restaurant auf Paris bei Nacht mit dem Eiffelturm

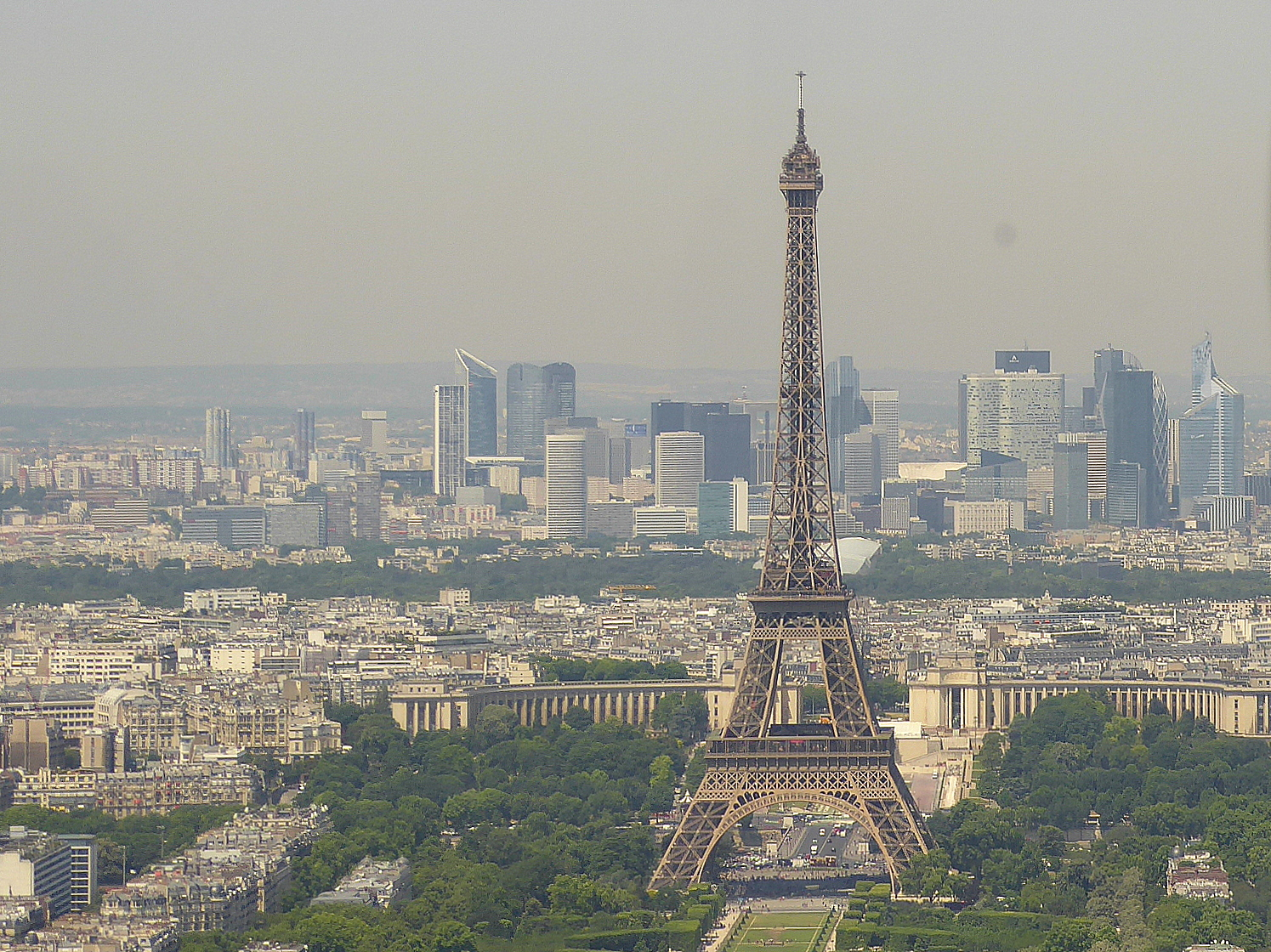
Blick vom Restaurant auf Paris bei Tag

Mit einer Höhe von ca. 200 m ist Ciel de Paris das höchstgelegene Restaurant in einem Gebäude in Frankreich und eines der höchsten in Europa. Der Aufzug für das Restaurant bringt die Gäste ohne Halt in 38 Sekunden auf die 56. Etage.
Das Restaurant hat 145 Sitzplätze. Es bietet einen Blick durch die raumhohen Fenster unter anderem auf den Eiffelturm und das Marsfeld, auf den Invalidendom sowie auf das Hochhausviertel La Défense.  Es zählt zu den Prestigeobjekten der Unternehmen der Elior-Gruppe, des weltweit drittgrößten Konzerns im Foodservice.

## Geschichte
Die Tageszeitung France Soir berichtete am 15. September 1973 von der Situation nach der Einweihung des Tour Montparnasse am 18. Juni 1973. Unter Performance spricht sie von einem Restaurant in der obersten Etage mit der Kapazität von 6000 Mahlzeiten täglich.
2012 wurde das Ciel de Paris vom Designer und Innenarchitekten Noé Duchaufour-Lawrance neu strukturiert. Er gestaltete das Restaurant in der Art eines Theaters mit Sesseln und Tischen sowie Deckenbeleuchtungen in ausschließlich runden Formen. Die Ausstattung ist in einem grau- und karamellfarbenen Ornament gehalten. 

## Galerie

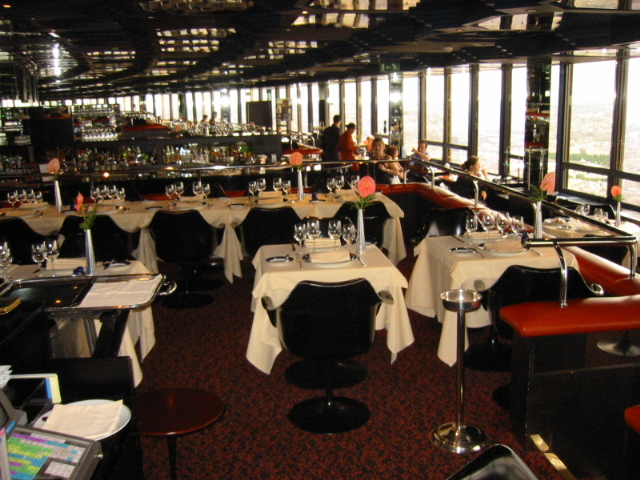
Inneneinrichtung 2003
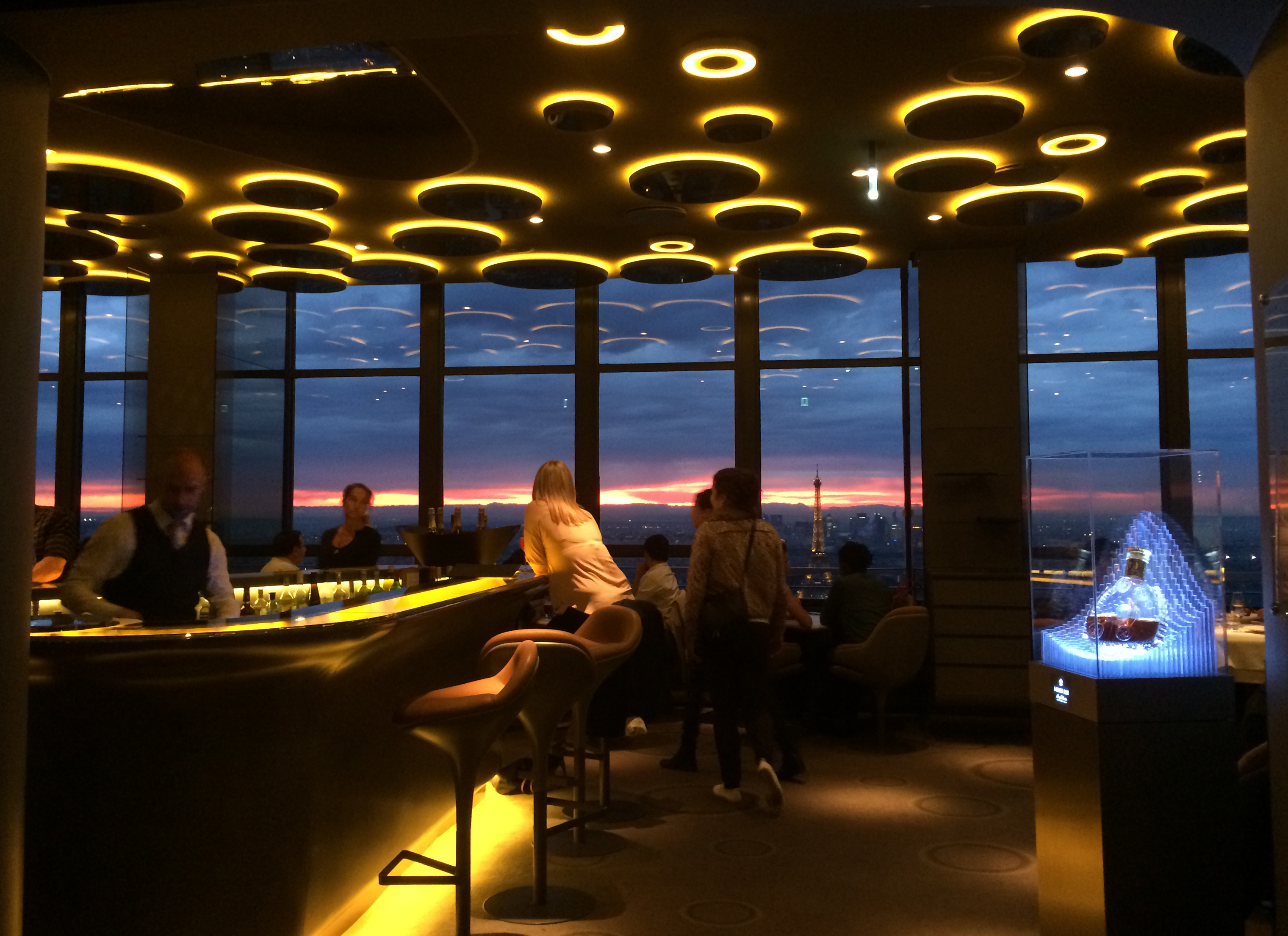
Le Ciel de Paris, 2014